# Фізаліс звичайний
Фізаліс звичайний, міхунка звичайна, міхурниця звичайна, пузируха властива, пузируха звичайна, марунка (Physalis alkekengi) — дворічна або багаторічна розсіяно-запушена рослина родини пасльонових.

## Будова
Стебло прямостояче, 30—60 см заввишки, тупо-гранчасте, просте або розгалужене. Листки чергові, черешкові, цілісні, яйцеподібні, неглибоковиїмчасто-зубчасті, при основі заокруглені, на верхівці загострені; верхні листки зближені попарно. Квітки двостатеві, правильні, одиничні, на пониклих квітконіжках між попарно зближеними верхівковими листками; віночок колесоподібний, зрослолистий, п'ятироздільний, білуватий, лопаті його гостротрикутні. Плід — округло оранжева ягода, захована в червоній розрослій чашечці. Цвіте у червні — липні, плоди достигають у серпні — вересні.

## Поширення
Фізаліс звичайний росте по всій території України (на Поліссі — по південному його краю) у лісах, серед чагарників.

## Практичне використання

### У харчуванні
З плодів готують варення, мармелад, патоку, пастилу, джеми, компоти. Зелені ягоди разом з чашечкою солять, маринують. Свіжі плоди зберігаються дуже довго.

### Хімічний склад
Плоди фізаліса містять органічні кислоти: лимонну, яблучну, винну, бурштинову, кавову, ферулову й синапову; барвники: криптотоксин, зеаксантин; кверцетин, дубильні речовини, каротиноїд, вітамін С (46 мг%), гірку речовину фізалін, пектин, слиз, цукри й жирну олію (в насінні). У червоних розрослих чашечках є стероїди: фізалін А і фізалін В.

### Фармакологічні властивості
В науковій медицині фізаліс звичайний не використовують, хоч свого часу рослина була об'єктом фармакологічного вивчення. Було запропоновано використовувати плоди як сечогінний засіб, а настої розрослих чашечок на олії — як засіб, що активізує епітелізацію тканин. У народній медицині плоди фізаліса відомі своїми сечогінними, протизапальними і болезаспокійливими властивостями. Свіжі плоди, сік або настій плодів вживають при нирковокам'яній хворобі, гнійних запаленнях сечових органів, подагрі, суглобовому ревматизмі, при одному з проявів деформуючого артрозу (так званих шпорах), при захворюваннях печінки, що супроводяться жовтяницею й асцитом, при болях у шлунку й кишечнику, від геморою, в разі переміжної гарячки та при крововиливах. Есенцію зі свіжих плодів використовують у гомеопатії.

### Заготівля і зберігання
З лікувальною метою використовують стиглі плоди фізаліса (Fructus Physalis alkekengi). Використовують їх свіжими або сушать, звільнивши від чашечки, яка вважається отруйною. Сушать сировину на сонці, а при несприятливих погодних умовах — під укриттям на вільному повітрі або в теплому провітрюваному приміщенні. Сухих плодів виходить 16—17 % . Готову сировину зберігають у добре закритих банках або бляшанках. Рослина неофіцинальна.

## Галерея

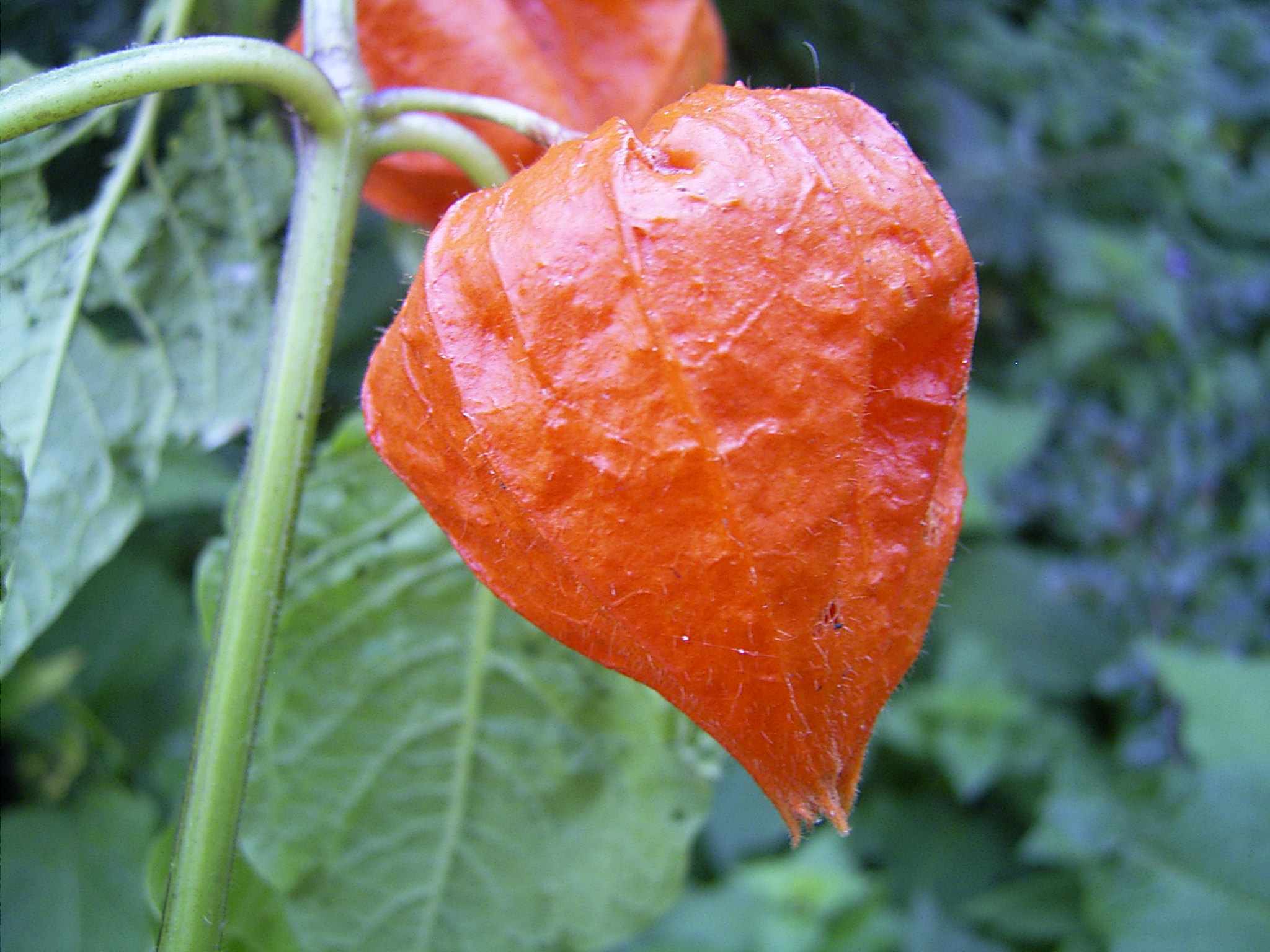
Плід у чашечці
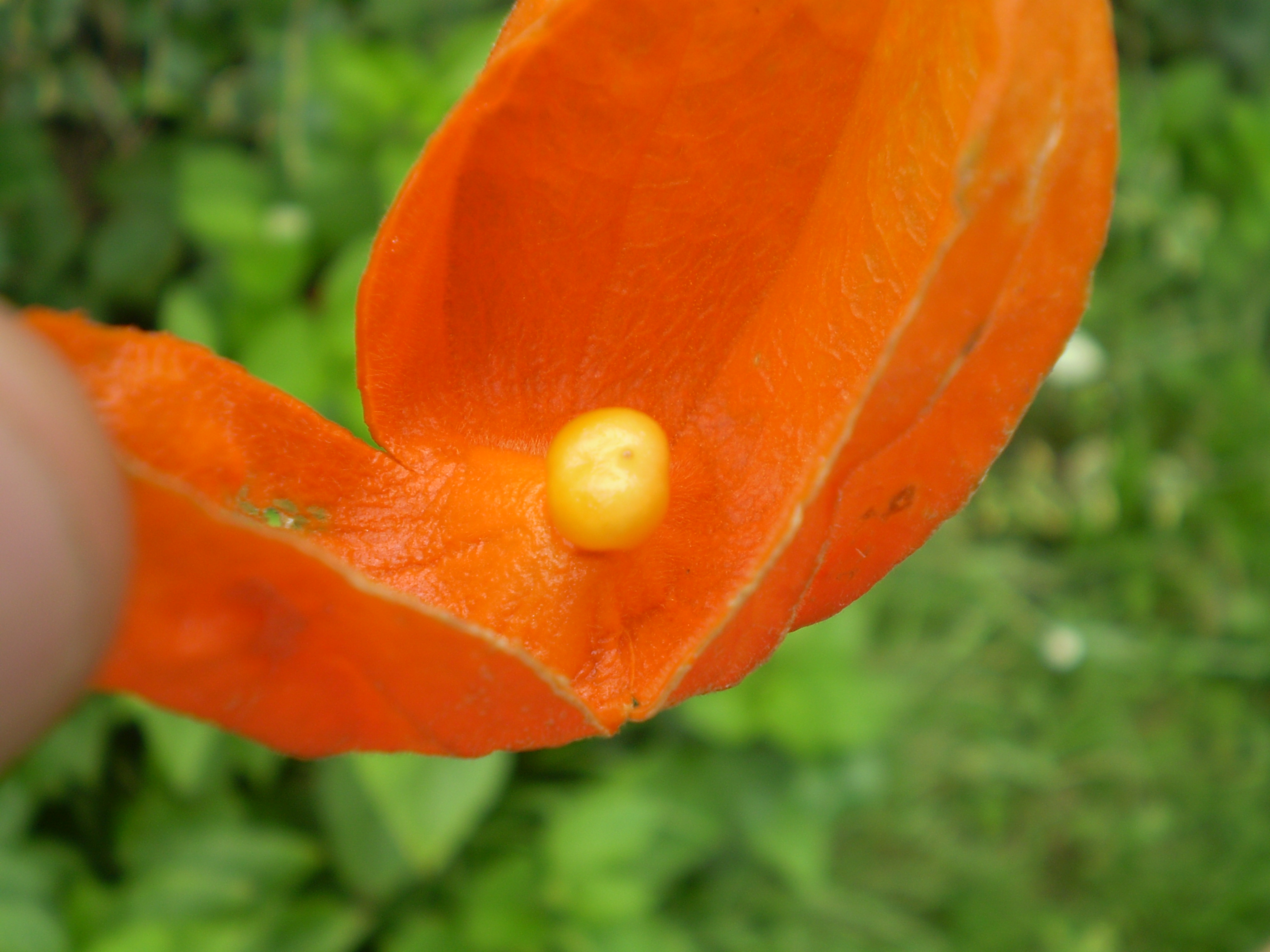
Відкритий плід
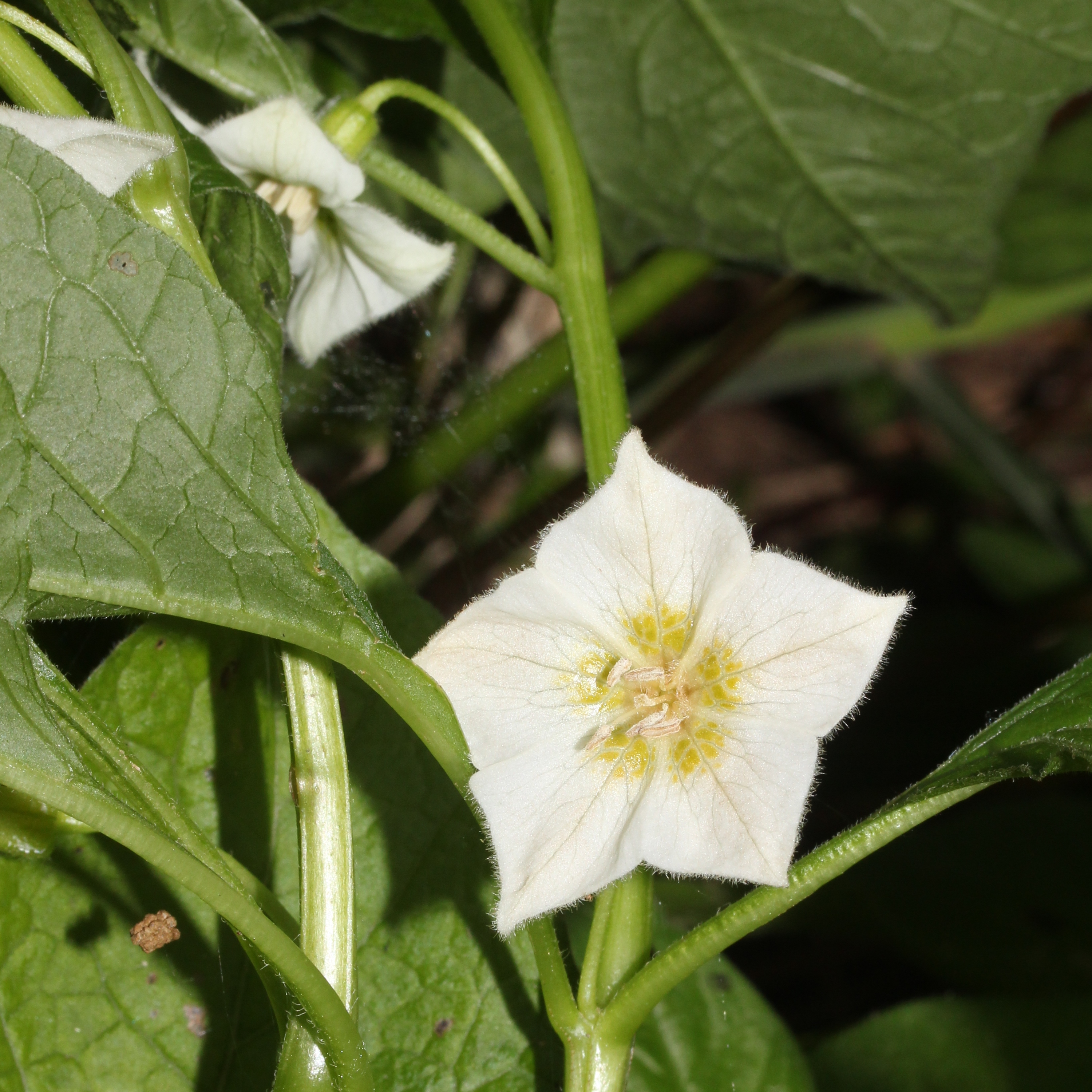
Квітка
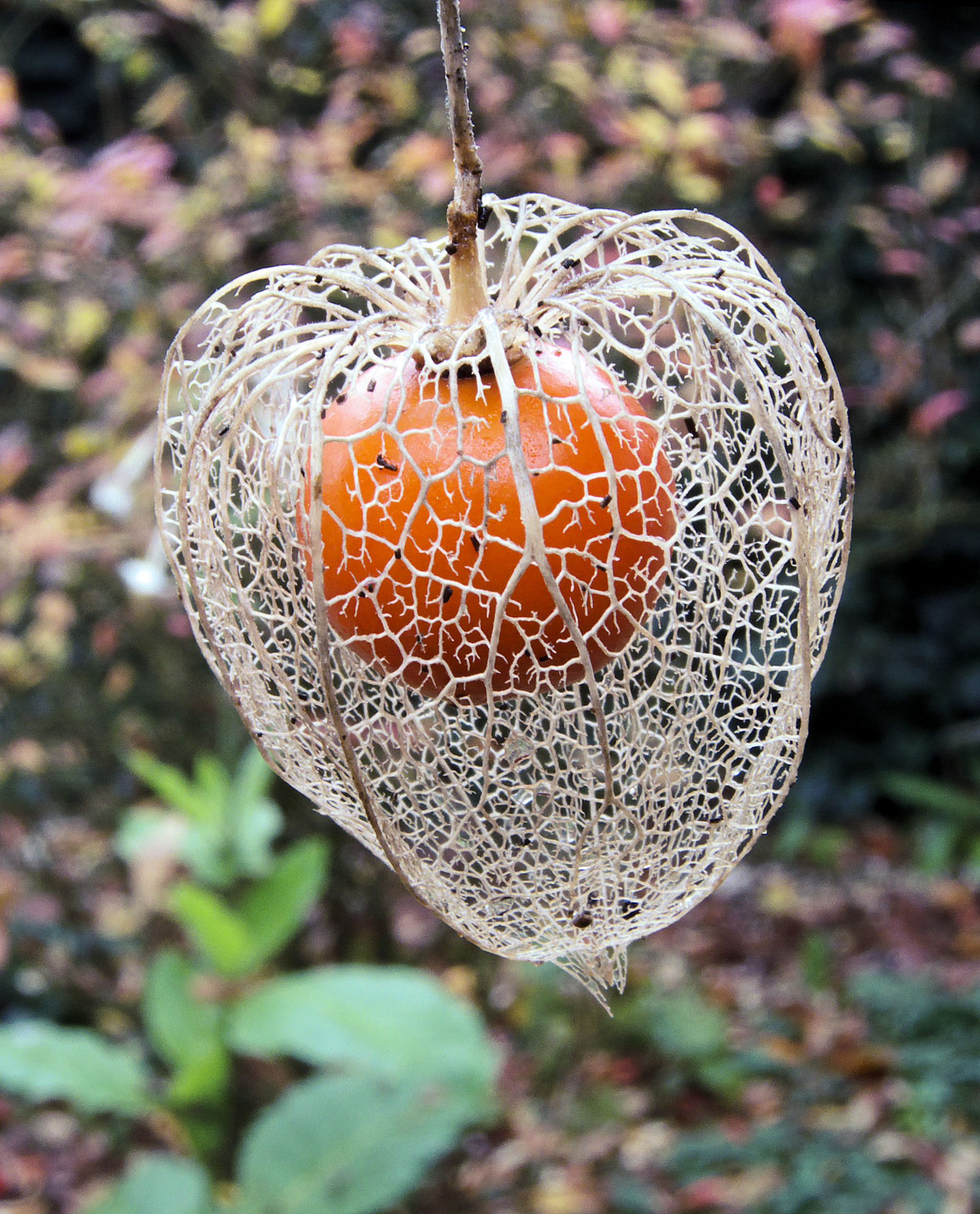
Скелет чашечки
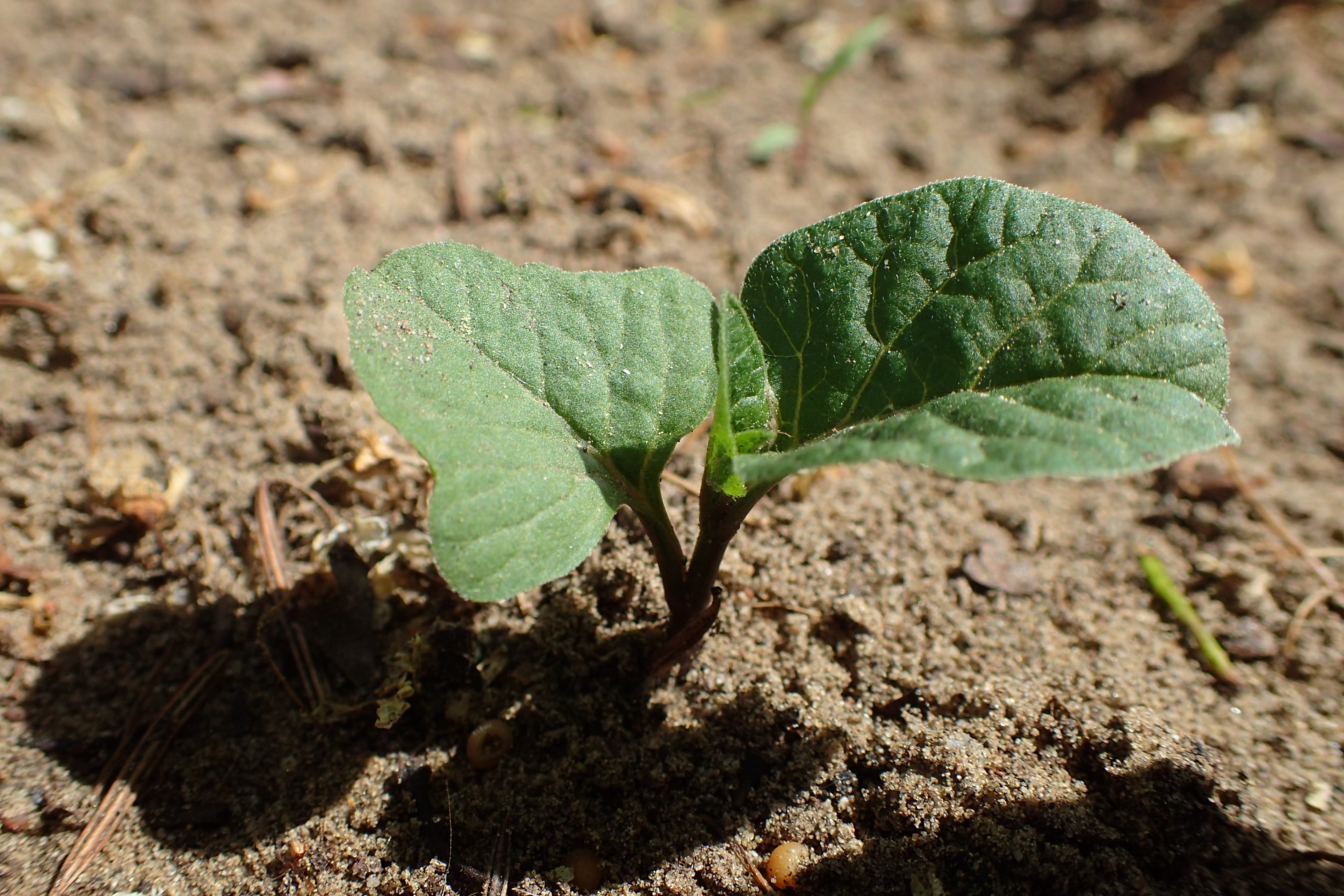
Сходи
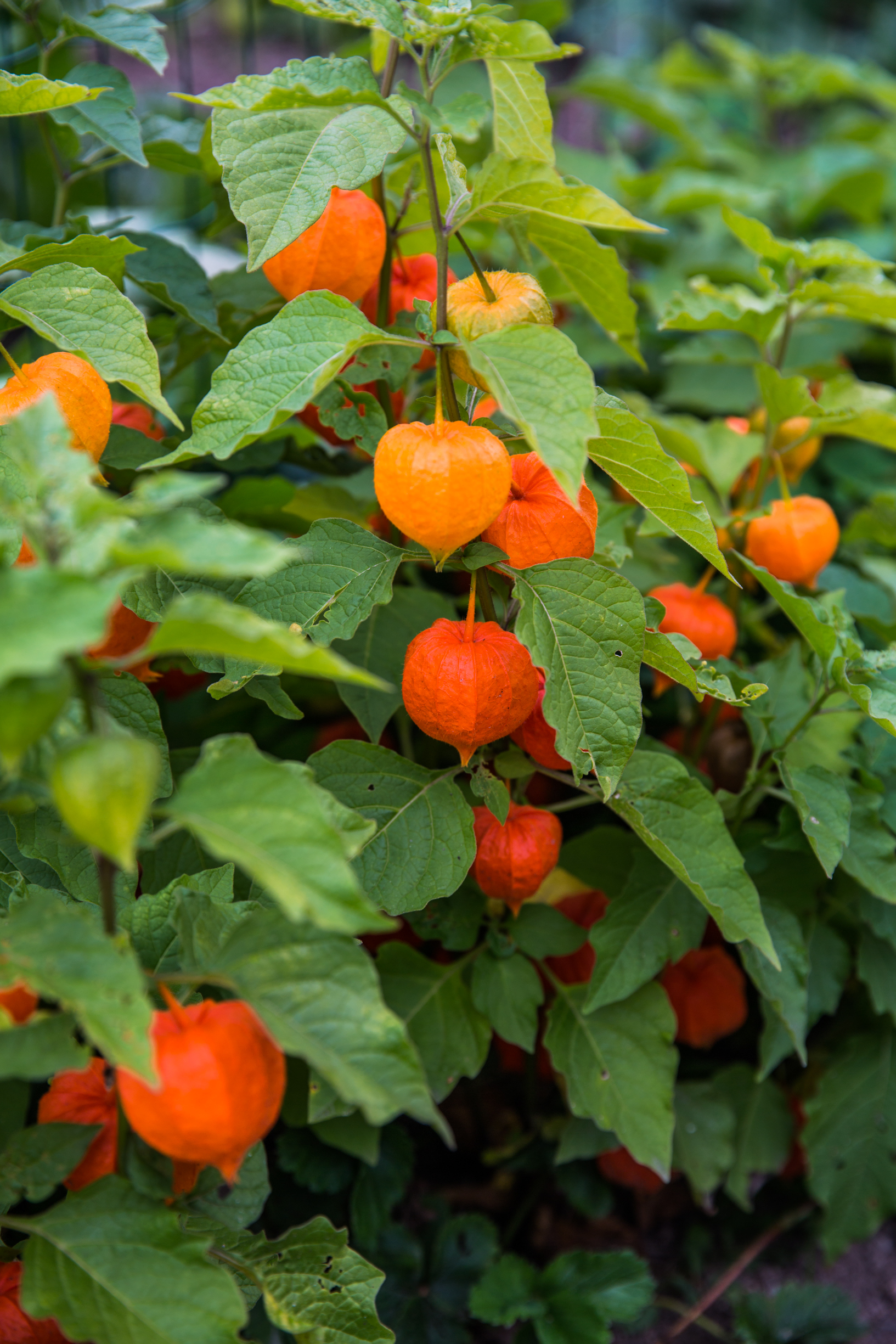
Листя